# Folkling
Folkling (fràncic lorenès Folklinge) és un municipi francès situat al departament del Mosel·la i a la regió del Gran Est. L'any 2007 tenia 1.384 habitants.

## Demografia

### Població
El 2007 la població de fet de Folkling era de 1.384 persones. Hi havia 560 famílies, de les quals 132 eren unipersonals (52 homes vivint sols i 80 dones vivint soles), 176 parelles sense fills, 196 parelles amb fills i 56 famílies monoparentals amb fills.
La població ha evolucionat segons el següent gràfic:
Habitants censats

### Habitatges
El 2007 hi havia 590 habitatges, 569 eren l'habitatge principal de la família i 21 estaven desocupats. 507 eren cases i 80 eren apartaments. Dels 569 habitatges principals, 494 estaven ocupats pels seus propietaris, 68 estaven llogats i ocupats pels llogaters i 7 estaven cedits a títol gratuït; 2 tenien una cambra, 15 en tenien dues, 53 en tenien tres, 100 en tenien quatre i 399 en tenien cinc o més. 540 habitatges disposaven pel capbaix d'una plaça de pàrquing. A 209 habitatges hi havia un automòbil i a 307 n'hi havia dos o més.

### Piràmide de població
La piràmide de població per edats i sexe el 2009 era:
| Homes | Edats   | Dones |
| ----- | ------- | ----- |
| 0     | 95 o +  | 0     |
| 0     | 90 a 94 | 12    |
| 0     | 85 a 89 | 0     |
| 4     | 80 a 84 | 16    |
| 16    | 75 a 79 | 24    |
| 24    | 70 a 74 | 32    |
| 32    | 65 a 69 | 28    |
| 28    | 60 a 64 | 52    |
| 28    | 55 a 59 | 36    |
| 84    | 50 a 54 | 56    |
| 60    | 45 a 49 | 56    |
| 60    | 40 a 44 | 60    |
| 56    | 35 a 39 | 60    |
| 60    | 30 a 34 | 40    |
| 36    | 25 a 29 | 40    |
| 36    | 20 a 24 | 20    |
| 52    | 15 a 19 | 52    |
| 72    | 10 a 14 | 64    |
| 32    | 5 a 9   | 36    |
| 16    | 0 a 4   | 28    |

## Economia
El 2007 la població en edat de treballar era de 940 persones, 656 eren actives i 284 eren inactives. De les 656 persones actives 596 estaven ocupades (309 homes i 287 dones) i 60 estaven aturades (15 homes i 45 dones). De les 284 persones inactives 115 estaven jubilades, 73 estaven estudiant i 96 estaven classificades com a «altres inactius».

### Ingressos
El 2009 a Folkling hi havia 552 unitats fiscals que integraven 1.417,5 persones, la mediana anual d'ingressos fiscals per persona era de 19.738 €.

### Activitats econòmiques
Dels 63 establiments que hi havia el 2007, 2 eren d'empreses alimentàries, 2 d'empreses de fabricació de material elèctric, 8 d'empreses de fabricació d'altres productes industrials, 10 d'empreses de construcció, 14 d'empreses de comerç i reparació d'automòbils, 5 d'empreses de transport, 3 d'empreses d'hostatgeria i restauració, 4 d'empreses d'informació i comunicació, 3 d'empreses financeres, 1 d'una empresa immobiliària, 4 d'empreses de serveis i 7 d'entitats de l'administració pública.
Dels 11 establiments de servei als particulars que hi havia el 2009, 1 era una oficina bancària, 2 paletes, 2 fusteries, 2 lampisteries, 1 electricista, 1 empresa de construcció i 2 restaurants.
Dels 2 establiments comercials que hi havia el 2009, 1 era una botiga de menys de 120 m² i 1 una llibreria.
L'any 2000 a Folkling hi havia 12 explotacions agrícoles que ocupaven un total de 546 hectàrees.

## Equipaments sanitaris i escolars
L'únic equipament sanitari que hi havia el 2009 era una ambulància.
El 2009 hi havia una escola elemental.

## Poblacions més properes
El següent diagrama mostra les poblacions més properes.